# The Ultimate Collection (album, Kameleoni)
The Ultimate Collection je dvojni kompilacijski album skupine Kameleoni. Prva zgoščenka vsebuje skladbe, ki so bile posnete v letih 1966–1968, na drugi zgoščenki pa so skladbe, ki jih je skupina posnela ob prvi ponovni obuditvi leta 1981. Album je bil izdan pri hrvaški založbi Croatia Records.

## Seznam skladb
| CD 1            | CD 1                                                         | CD 1                             | CD 1    |
| Št.             | Naslov                                                       | Pisec                            | Dolžina |
| --------------- | ------------------------------------------------------------ | -------------------------------- | ------- |
| 1.              | „Sjaj izgubljene ljubavi‟                                    | Danilo Kocjančič, Tulio Furlanič | 2:47    |
| 2.              | „Looking for Me‟                                             | Kocjančič, Vanja Valič           | 3:00    |
| 3.              | „La felicita‟                                                | Kocjančič, Valič                 | 2:22    |
| 4.              | „See See Rider‟                                              | Dave Rowberry                    | 3:55    |
| 5.              | „Gdje si ljubavi‟                                            | Marjan Malikovič, Valič          | 2:10    |
| 6.              | „Dedicated to the One I Love‟                                | Lowman Pauling, Ralph Bass       | 2:57    |
| 7.              | „Story of My Brown Friend‟                                   | Kocjančič, Valič                 | 2:08    |
| 8.              | „Too Much on My Mind‟                                        | Ray Davies                       | 3:41    |
| 9.              | „Girl‟                                                       | John Lennon, Paul McCartney      | 2:40    |
| 10.             | „Con le mie lacrime (As Tears Go By)‟                        | Mick Jagger, Keith Richards      | 3:10    |
| 11.             | „For No One‟                                                 | Lennon, McCartney                | 2:08    |
| 12.             | „Una bambolina che fa no, no (La poupée qui fait non)‟       | Franck Gerald, Michel Polnareff  | 2:58    |
| 13.             | „With a Girl Like You‟                                       | Reg Presley                      | 2:12    |
| 14.             | „San Francisco (Be Sure You Wear Some Flowers in Your Hair)‟ | John Phillips, Scott McKenzie    | 3:14    |
| 15.             | „California Dreamin'‟                                        | John Phillips, Michelle Phillips | 2:25    |
| 16.             | „Something You Got‟                                          | Chris Kenner                     | 2:50    |
| 17.             | „Sunny Cry‟                                                  | Goran Tavčar, Vanja Valič        | 2:47    |
| 18.             | „Captain‟                                                    | Tavčar, Valič                    | 3:11    |
| 19.             | „I'm Gonna Tell You (I dio)‟                                 | Tavčar, Valič                    | 6:22    |
| 20.             | „I'm Gonna Tell You (II dio)‟                                | Tavčar, Valič                    | 1:02    |
| Skupna dolžina: | Skupna dolžina:                                              | Skupna dolžina:                  | 57:24   |

| CD 2            | CD 2                      | CD 2                    | CD 2    |
| Št.             | Naslov                    | Pisec                   | Dolžina |
| --------------- | ------------------------- | ----------------------- | ------- |
| 1.              | „Nina gubi nadu‟          | Kocjančič, Drago Mislej | 3:42    |
| 2.              | „2006‟                    | Kocjančič, Furlanič     | 2:54    |
| 3.              | „Sjaj izgubljene ljubavi‟ | Kocjančič, Furlanič     | 4:11    |
| 4.              | „U mom gradu‟             | Kocjančič, Mislej       | 3:09    |
| 5.              | „Gdje si‟                 | Tavčar, Valič           | 3:07    |
| 6.              | „Voz za kraj‟             | Malikovič, Mislej       | 2:56    |
| 7.              | „Dolazi zima‟             | Jadran Ogrin, Mislej    | 5:22    |
| 8.              | „Generacija‟              | Ogrin, Mislej           | 3:44    |
| 9.              | „Ja sam ptica‟            | Malikovič, Mislej       | 3:40    |
| Skupna dolžina: | Skupna dolžina:           | Skupna dolžina:         | 32:45   |

## Zasedba

### CD 1
Kameleoni
- Danilo Kocjančič – ritem kitara, vokal (1-16)
- Marjan Malikovič – solo kitara, vokal (1-16)
- Tulio Furlanič – bobni, vokal
- Jadran Ogrin – bas, vokal
- Vanja Valič – klaviature, vokal
- Goran Tavčar – kitara (17-20)

### CD 2
Kameleoni
- Danilo Kocjančič – kitara, vokal
- Marjan Malikovič – kitara, vokal
- Tulio Furlanič – bobni, vokal
- Jadran Ogrin – bas, vokal
- Vanja Valič – klaviature, vokal

Gostje
- Ferdinand Maraž – klaviature
- Milan Lončina – klaviature
- Nelfi Depangher – bobni
- Zlatko Klun – bobni